# Politikåret 1970

## Händelser

### Februari
- 4 februari - Gruvarbetarstrejken vid LKAB avslutas efter 56 dagar
- 9 februari - Mervärdesskatten i Sverige höjs till 14 procent

### Mars
- 1 mars - Rhodesia byter namn till Republiken Rhodesia
- 19 mars - Västtysklands förbundskansler Willy Brandt möter Östtysklands regeringschef Willi Stoph

### Juni
- 4 juni - Storbritanniens protektorat över Kungariket Tonga upphör.[1]
- 19 juni - Edward Heath efterträder Harold Wilson som Storbritanniens premiärminister.[2]
- 26 juni - Det tjeckoslovakiska kommunistpartiets förre ledare Alexander Dubček utesluts ur partiet

### Augusti
- 7 augusti - Vid ett möte i Moskva erkänner Västtyskland Oder-Neisse-linjen som Polens västgräns.

### Oktober
- 10 oktober – Fiji blir självständigt från Storbritannien.[3]
- 17 oktober - Kanadas arbetsmarknadsminister Pierre Laporte mördas av motståndsrörelsen Front de Libération du Québec

### December
- 12 december - Kärnkraftreaktorn Oskarshamn 1 startas
- 15 december - Våldsamma upplopp i Polen, närmast orsakade av livsmedelsbrist
- 18 december - Genom en lagändring blir skilsmässa tillåten i Italien

## Val och folkomröstningar
- 18 juni - Torypartiet vinner oväntat det brittiska parlamentsvalet
- 20 september - Riksdagsval i Sverige.

## Organisationshändelser

### Maj
- 3 maj - Vid SSU-kongressen beslutas att avskaffa kapitalismen inom det svenska näringslivet.

### November
- 14 november - Gösta Bohman väljs till ordförande i Moderata samlingspartiet efter Yngve Holmberg

## Födda
- 1 januari - Michelle Gildernew, nordirländsk politiker inom Sinn Féin.
- 7 januari - Andy Burnham, brittisk parlamentsledamot (Labour).
- 19 juni - Rahul Gandhi, indisk politiker.
- 31 augusti - Greg Mulholland, brittisk parlamentsledamot för Liberal Democrats.

## Avlidna
- 21 juni - Sukarno, indonesisk president.
- 27 juli - Antonio Salazar, portugisisk diktator.
- 15 augusti - Gustav Möller, svensk politiker.
- 9 november - Charles de Gaulle, fransk statsman och militär, president 1959-69.

### Fotnoter
1. ↑  ”Tonga” (på engelska). World Statesmen. http://www.worldstatesmen.org/Tonga.html. Läst 22 november 2012.
2. ↑  ”United Kingdom” (på engelska). World Statesmen. http://www.worldstatesmen.org/United_Kingdom.html. Läst 2 augusti 2015.
3. ↑  ”Fiji” (på engelska). World Statesmen. http://www.worldstatesmen.org/Fiji.html. Läst 23 september 2012.